# Resolució 144 del Consell de Seguretat de les Nacions Unides
La Resolució 144 del Consell de Seguretat de les Nacions Unides, aprovada el 19 de juliol de 1960, reconeixent que la situació existent entre Cuba i els Estats Units s'estava tornant més tibant però que també estava sent tema de debat dins de l'Organització d'Estats Americans, el Consell va decidir suspendre la consideració de l'assumpte fins a rebre un reporti de l'OEA. El Consell va sol·licitar als altres Estats a abstenir-se de qualsevol actitud que pogués agreujar les tensions existents entre ambdues nacions.
La resolució va ser aprovada amb 9 vots a favor i cap en contra, mentre que la República Popular de Polònia i la Unió Soviètica es van abstenir.